# Jonathan Papelbon

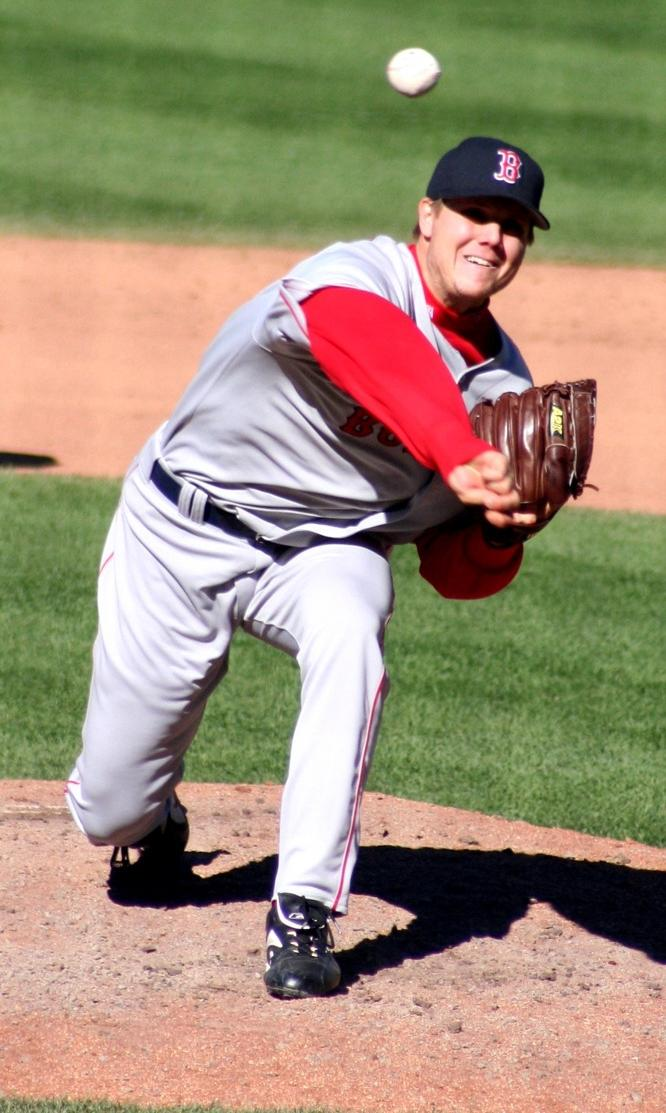
Jonathan Papelbon

Jonathan Robert Papelbon (Baton Rouge, Luisiana, 23 de novembro de 1980) é um jogador americano de beisebol. É o arremessador do Philadelphia Phillies.
Papelbon foi escolhido pelo Red Sox em 2002 da Estadual do Mississippi. Ele lança uma bola rápida marcada em até 99 mph (159 km/h), tipicamente atingindo meados de 90, com grande comando. Tem uma boa slider, changeup e bola curva, assim como uma splitter; também mencionou numa entrevista pós-jogo que está trabalhando numa cutter.
Ele foi o fechador do Boston Red Sox durante a maior parte de 2006. No começo de setembro, lesionou seu ombro; quando o time saiu da disputa por vaga nos playoffs, ele foi "desligado" pelo resto da temporada. Em 2007, Papelbon foi sendo preparado durante o treinamento de primavera para ser parte da rotação titular do Red Sox, mas voltou ao bullpen antes do início da temporada e permaneceu como o fechador da equipe. Em 21 de agosto, Papelbon lançou seu 30º salvamento da temporada, fazendo dele o primeiro arremessador do Boston a ter duas temporadas de 30 salvamentos.
Em 2012, assinou um contrato com os Phillies de quatro anos.

## Estatísticas
- Vitórias-Derrotas: 28-25;
- Earned Run Average: 2.34;
- Strikeouts: 601;